# PARC Management
PARC Management, LLC ist ein Unternehmen mit Sitz in Jacksonville, Florida, das sich auf den Betrieb und die Verwaltung von Unterhaltungseinrichtungen und Freizeitparks spezialisiert hat.

## Geschichte
Das Unternehmen wurde im Jahr 2007 von Randy Drew und einem Managementteam gegründet, das zuvor bei Alfa SmartParks tätig war. Alfa SmartParks, Inc., gegründet 1999, war ein bedeutender Akteur in der Themen- und Wasserparkbranche und wurde als der zehntgrößte Betreiber weltweit beschrieben. Die Gründung von PARC Management baute auf den Erfahrungen und der Betriebsphilosophie von Alfa SmartParks auf.
Six Flags begann 2007, mehrere seiner Parks zu veräußern, um Kapital zu generieren. Zu den verkauften Parks gehörten Darien Lake in Buffalo, Elitch Gardens in Denver, Frontier City und White Water Bay in Oklahoma City, Splashtown in Houston, Waterworld in Concord, und Wild Waves & Enchanted Village in Seattle. Diese Parks wurden zunächst an PARC 7F Operations, ein Tochterunternehmen von PARC Management, verkauft, welches sie sofort an CNL Lifestyle Properties, einem Immobilieninvestmenttrust (REIT) mit Schwerpunkt auf Unterhaltungsimmobilien, weiterverkaufte. Der Kaufpreis betrug 312 Millionen Dollar, bestehend aus 290 Millionen Dollar in Geld und einem Forderungsschein über 22 Millionen Dollar mit einer Laufzeit von 10 Jahren.
CNL Lifestyle Properties übernahm die Eigentümerschaft dieser Parks und schloss langfristige Leasingverträge mit PARC Management ab. PARC wurde vollständig verantwortlicher Betreiber der Freizeitparks. Diese Partnerschaft dauerte von 2007 bis 2010 und umfasste nicht nur die genannten Themenparks, sondern auch weitere Familienunterhaltungszentren wie Zuma Fun Centers und Camelot Park.
Bis 2010 hatte PARC sein Portfolio erweitert und betrieb insgesamt 18 Attraktionen, darunter weitere Parks wie Magic Springs and Crystal Falls in Hot Springs, Arkansas, und mehrere NASCAR SpeedParks in Myrtle Beach, South Carolina, Hazelwood, Missouri, und Sevierville, Tennessee.
Im Oktober 2010 geriet PARC bei seinen Pacht- und Darlehenszahlungen gegenüber CNL Lifestyle Properties in Zahlungsrückstand. Trotz positiver Betriebsergebnisse, wie einer Steigerung der Ticketpreise pro Besucher um 15,2 %, einer Verbesserung des Gesamtausgaben pro Besucher um über 11,7 % und einer Steigerung des EBITDAR um über 20 % im Jahr 2010, konnte PARC seine finanziellen Verpflichtungen nicht erfüllen. Dies führte dazu, dass CNL die Pachtverträge vorzeitig kündigte, eine Entscheidung, die im Januar 2011 abgeschlossen wurde.
Die Kündigung betraf 8 Themenparks und 8 Familienunterhaltungszentren. CNL engagierte neue Managementfirmen, wie Amusement Management Partners (AMP) oder Herschend Family Entertainment. PARC bot Übergangsdienste an, um einen reibungslosen Übergang zu gewährleisten, und verlagerte seinen Fokus auf kleinere Einrichtungen.
Nach 2011 konzentrierte sich PARC Management auf kleinere Unterhaltungseinrichtungen. Darüber hinaus begann das Unternehmen, Management- und Beratungsdienste für Dritte anzubieten, einschließlich privater und staatlicher Eigentümer von Unterhaltungseinrichtungen wie Parks, Attraktionen, Stadien, Arenen, Theatern, Museen und Amphitheatern. Aktuell betreibt PARC nur noch den NASCAR SpeedPark in Sevierville.

## Aktuelle Familienunterhaltungszentren
- NASCAR SpeedPark Smoky Mountains – Sevierville, Tennessee

## Ehemalige Freizeitparks
| Park                                    | Standort      | Eröffnung | Übernahme | Aufgabe | Frühere Betreiber                                             |
| --------------------------------------- | ------------- | --------- | --------- | ------- | ------------------------------------------------------------- |
| Darien Lake                             | Darien        | 1954      | 2007      | 2011    | Funtime Parks (1983–1995) Premier Parks/Six Flags (1995–2007) |
| Splashdown at Darien Lake               | Darien        | 1954      | 2007      | 2011    | Funtime Parks (1983–1995) Premier Parks/Six Flags (1995–2007) |
| Elitch Gardens                          | Denver        | 1890      | 2007      | 2011    | Premier Parks/Six Flags (1996–2007)                           |
| Frontier City                           | Oklahoma City | 1958      | 2007      | 2011    | Premier Parks/Six Flags (1982–2007)                           |
| White Water Bay                         | Oklahoma City | 1981      | 2007      | 2011    | Premier Parks/Six Flags (1991–2007)                           |
| Magic Springs and Crystal Falls         | Hot Springs   | 1978      | 2008      | 2011    | Theme Parks, LLC                                              |
| SplashTown Houston                      | Houston       | 1984      | 2007      | 2011    | Premier Parks/Six Flags (1999–2007)                           |
| Waterworld California                   | Concord       | 1995      | 2007      | 2011    | Premier Parks/Six Flags (1995–2007)                           |
| Wild Waves Theme Park                   | Federal Way   | 1977      | 2007      | 2011    | Jeff Stock (1980er-2000) Six Flags (2000–2007)                |
| Myrtle Waves Water Park                 | Myrtle Beach  | 1985      | 2008      | 2011    | Burroughs & Chapin (1997–2008)                                |
| Pavilion Nostalgia Park & Carousel Park | Myrtle Beach  | 1948      | 2008      | 2011    | Burroughs & Chapin                                            |

## Ehemalige Familienunterhaltungszentren
| Park                        | Standort             | Betriebszeitraum |
| --------------------------- | -------------------- | ---------------- |
| Zuma Fun Center             | Charlotte            | 2007–2011        |
| Zuma Fun Center             | Knoxville            | 2007–2011        |
| Zuma Fun Center             | North Houston        | 2007–2011        |
| Zuma Fun Center             | South Houston        | 2007–2011        |
| Mountasia Family Fun Center | North Richland Hills | 2007–2011        |
| Fiddlesticks Fun Center     | Tempe                | 2007–2011        |
| Funtasticks Fun Center      | Tucson               | 2007–2011        |
| Camelot Park                | Bakersfield          | 2007–2011        |
| NASCAR SpeedPark            | Myrtle Beach         | 2008–2014        |
| NASCAR SpeedPark            | Hazelwood            | 2008–2014        |
| NASCAR SpeedPark            | Vaughan              | 2007–2011        |
| NASCAR SpeedPark            | Concord              | 2007–2014        |